# Ярослав Булант
Ярослав Булант (Jaroslav Bulant; нар. 21 квітня 1964) — колишній чехословацький тенісист.
Найвищу одиночну позицію світового рейтингу — 142 місце досяг 3 квітня 1989, парну — 200 місце — 13 лютого 1989 року.

## Титули на челленджерах

### Одиночний розряд: (2)
| Ранг | Рік  | Турнір             | Покриття | Суперник       | Рахунок       |
| ---- | ---- | ------------------ | -------- | -------------- | ------------- |
| 1.   | 1988 | Рюмікон, Швейцарія | Ґрунт    | Роланд Штадлер | 6–3, 6–7, 6–2 |
| 2.   | 1989 | Нікосія, Кіпр      | Ґрунт    | Маркус Цільнер | 6–3, 6–4      |

### Парний розряд: (2)
| Ранг | Рік  | Турнір              | Покриття | Партнер       | Суперники                    | Рахунок  |
| ---- | ---- | ------------------- | -------- | ------------- | ---------------------------- | -------- |
| 1.   | 1988 | Егер, Угорщина      | Ґрунт    | Войтех Флегль | Карел Новачек Ріхард Вогел   | 6–4, 6–4 |
| 2.   | 1989 | Касабланка, Марокко | Ґрунт    | Ріхард Вогел  | Лібор Пімек Флорін Сегирчяну | 6–1, 6–3 |